# Gandou Goriba
Gandou Goriba (auch: Gandou, Gandou Gorouba, Gandoum Gorumba, Gandoun Goriba, Gandou Ngoriba, Gandou N’Goriba, Gandoun Gorouba) ist ein Dorf in der Landgemeinde Tarka in Niger.

## Geographie
Das von einem traditionellen Ortsvorsteher (chef traditionnel) geleitete Dorf befindet sich rund 49 Kilometer nordwestlich des Hauptorts Belbédji der Landgemeinde Tarka und des Departements Belbédji, das zur Region Zinder gehört. Zu den Siedlungen in der näheren Umgebung von Gandou Goriba zählen Oubandawaki im Osten, Elh Dawèye im Südosten, Soly im Süden, Koudou Saley im Südwesten und Acka im Westen.
Gandou Goriba liegt auf einer Höhe von 400 m. Die Siedlung ist Teil der Übergangszone zwischen Sahara und Sahel. Die durchschnittliche jährliche Niederschlagsmenge beträgt hier zwischen 200 und 300 mm.

## Geschichte
Der Ortsname kommt aus der Sprache Hausa. Das Wort Gandou bedeutet „großer landwirtschaftlicher Betrieb“ und das Wort Goriba „große Doumpalme“.
Bei einem nach der Ernährungskrise von 2005 von der dänischen Sektion von CARE International von 2006 bis 2009 durchgeführten Projekt zur Vorbeugung und Bewältigung von Ernährungskrisen wurde in Gandou Goriba wie in 50 weiteren Orten in Niger ein gemeinschaftliches Frühwarn- und Notfallsystem aufgebaut.

## Bevölkerung
Bei der Volkszählung 2012 hatte Gandou Goriba 4300 Einwohner, die in 606 Haushalten lebten. Bei der Volkszählung 2001 betrug die Einwohnerzahl 2080 in 301 Haushalten und bei der Volkszählung 1988 belief sich die Einwohnerzahl auf 2190 in 436 Haushalten.
In der Siedlung leben Angehörige der Ethnie der Hausa. Es wird die Sprache Hausa gesprochen.

## Wirtschaft und Infrastruktur
Die Bevölkerung bestreitet ihren Lebensunterhalt hauptsächlich durch Ackerbau. Mit einem Centre de Santé Intégré (CSI) ist ein Gesundheitszentrum im Dorf vorhanden. Der CEG Gandou Goriba ist eine allgemein bildende Schule der Sekundarstufe des Typs Collège d’Enseignement Général (CEG). Der Staat unterhält eine kleine Solaranlage.